# Jezioro Pniewskie (województwo warmińsko-mazurskie)
Jezioro Pniewskie – jezioro w Polsce w województwie warmińsko-mazurskim, w powiecie węgorzewskim, w gminie Węgorzewo.

## Położenie
Jezioro leży na Pojezierzu Mazurskim, w mezoregionie Wielkich Jezior Mazurskich, w dorzeczu Węgorapa–Pregoła. Znajduje się na zachód od jeziora Mamry, z którym jest połączone krótkim ciekiem wodnym. Nad brzegiem akwenu leży miejscowość Pniewo.
Zbiornik wodny według typologii rybackiej jezior zalicza się do linowo-szczupakowych. Leży w otoczeniu pól i łąk, częściowo podmokłych.
Jezioro leży na terenie obwodu rybackiego jeziora Mamry Północne w zlewni rzeki Węgorapa – nr 1, a jego użytkownikiem jest Polski Związek Wędkarski.

## Morfometria
Według danych Instytutu Rybactwa Śródlądowego powierzchnia zwierciadła wody jeziora wynosi 46,3 ha. Średnia głębokość zbiornika wodnego to 1,3 m, a maksymalna – 2,1 m. Lustro wody znajduje się na wysokości 116,2 m n.p.m. Objętość jeziora wynosi 591,2 tys. m³. Maksymalna długość jeziora to 1150 m a szerokość 650 m. Długość linii brzegowej wynosi 2900 m.
Inne dane uzyskano natomiast poprzez planimetrię jeziora na mapach w skali 1:50 000 według Państwowego Układu Współrzędnych 1965, zgodnie z poziomem odniesienia Kronsztadt. Otrzymana w ten sposób powierzchnia zbiornika wodnego to 38,5 ha, a wysokość bezwzględna lustra wody – 115,8 m n.p.m.